# Radiômetro de Nichols

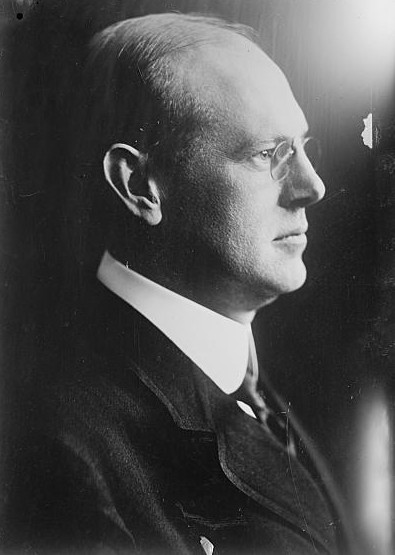
Ernest Fox Nichols

O radiômetro (português brasileiro) ou radiómetro (português europeu) de Nichols é um radiômetro para medir a pressão de radiação. Recebeu este nome em homenagem ao físico estadunidense Ernest Fox Nichols, que o idealizou no final do século XIX.